# 8040 Utsumikazuhiko
8040 Utsumikazuhiko eller 1993 SY3 är en asteroid i huvudbältet som upptäcktes den 16 september 1993 av de båda japanska astronomerna Kazuro Watanabe och Kin Endate vid Kitami-observatoriet. Den är uppkallad efter Kazuhiko Utsumi.
Den tillhör asteroidgruppen Astraea.